# Grand Trunk Road

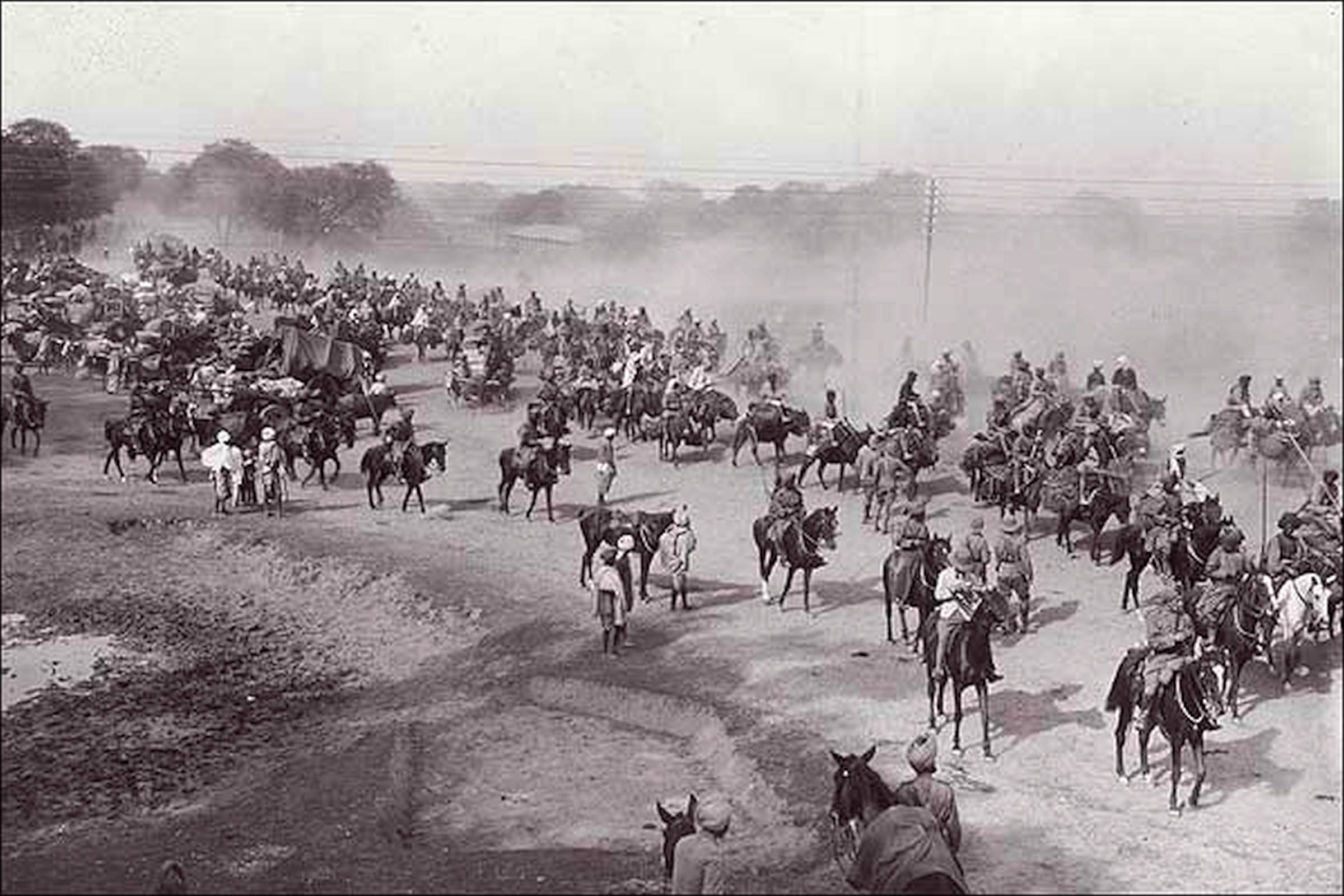
GTR zwischen Ambala und Delhi (um 1900)

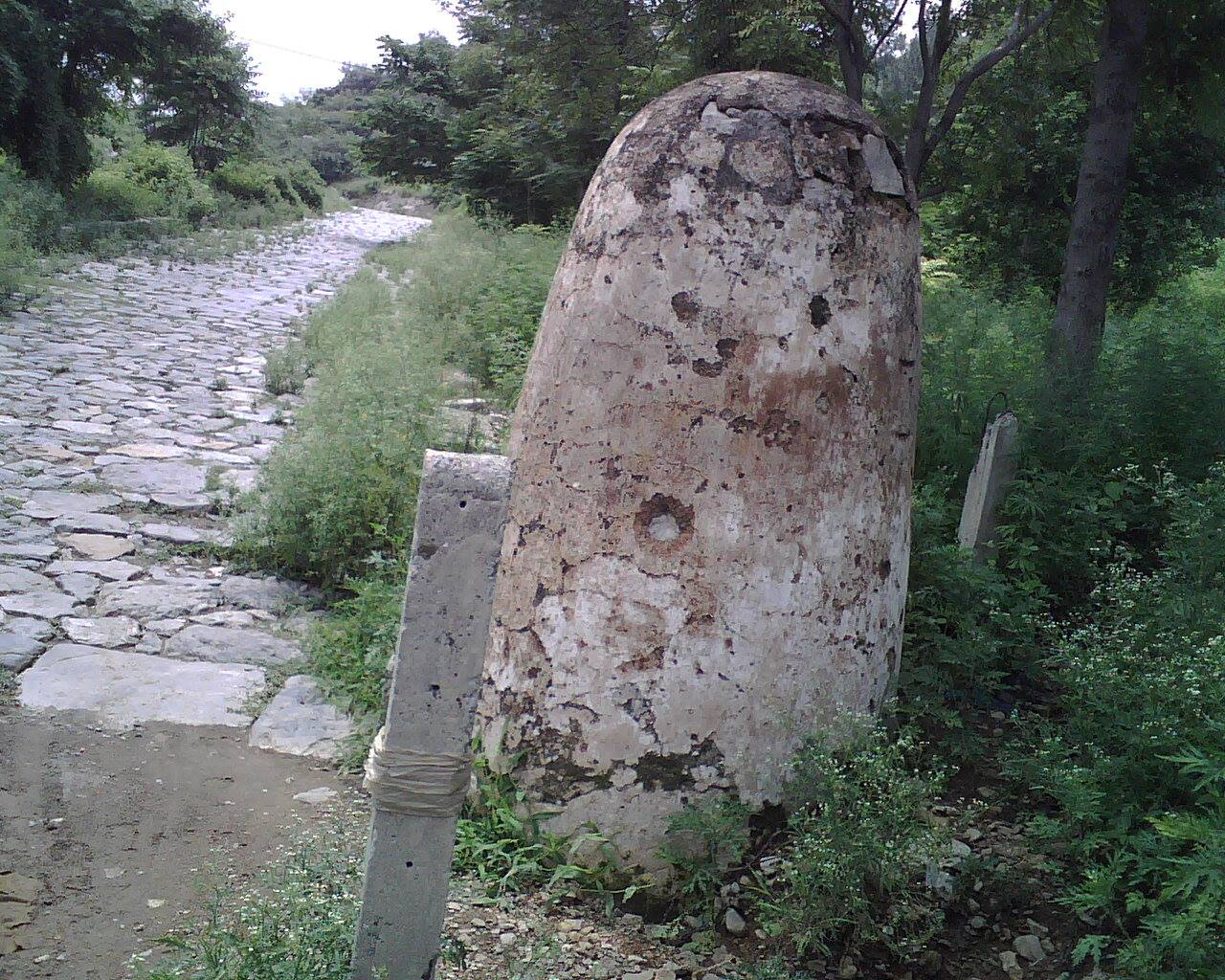
Altes Teilstück der GTR bei Taxila

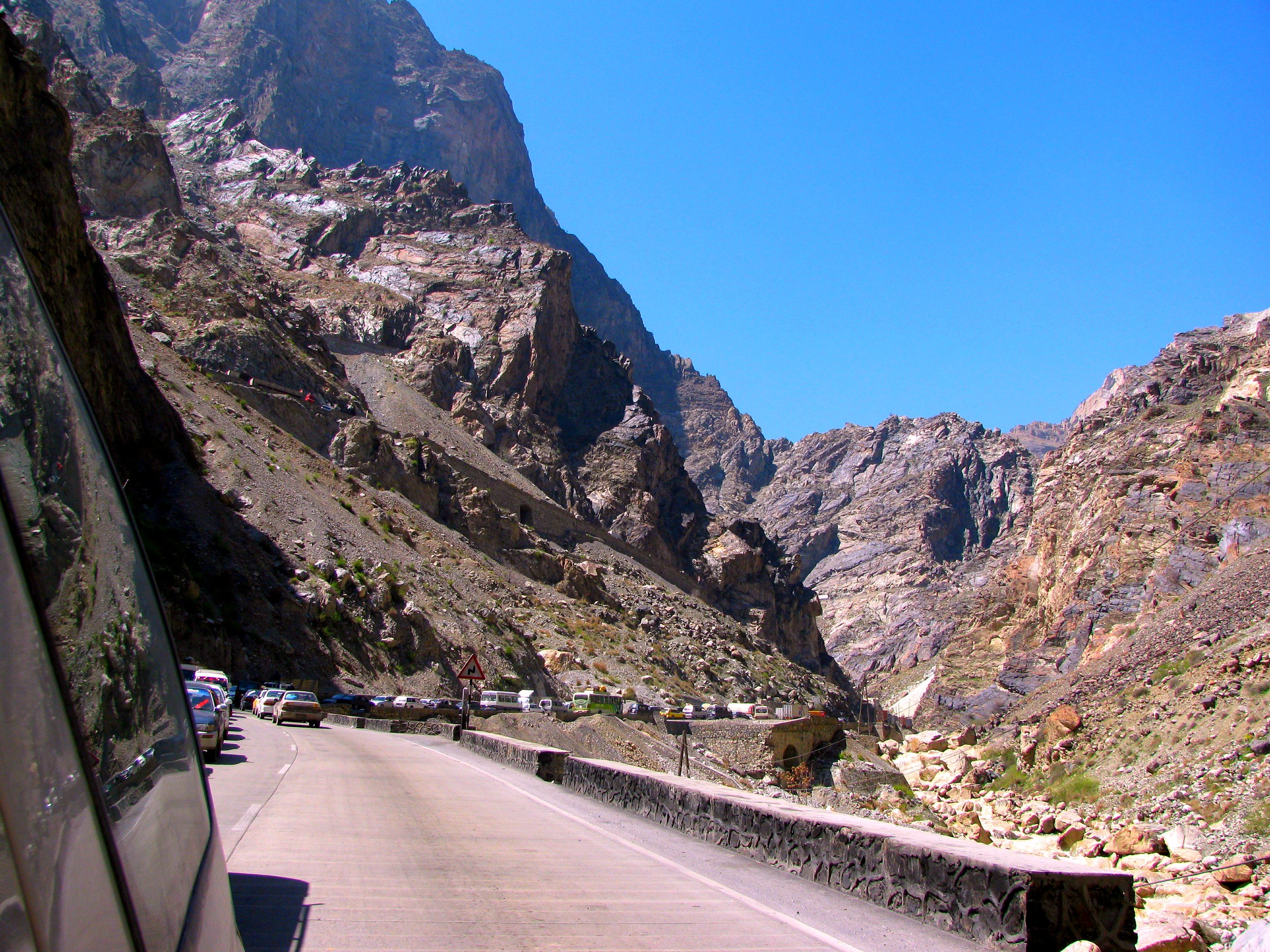
GTR zwischen Dschalalabad und Kabul

Die Grand Trunk Road (kurz GT Road oder GTR) ist der englische Name einer Fernhandelsstraße in Südasien. Sie gehört mit einem Alter von mindestens 2500 Jahren zu den ältesten und bedeutendsten Verkehrsverbindungen Asiens. Die ca. 2400 km lange Straße folgt in weiten Teilen der nordindischen Ganges- und Yamuna-Ebene und ist seit Jahrhunderten ein vielbefahrener Verkehrsweg zwischen den heutigen Staaten Pakistan, Indien und Bangladesch. Sie wird heute noch genutzt.

## Verlauf
Die Ausgangs- bzw. Endpunkte der Grand Trunk Road sind der Chaiber-Pass im Westen und die Städte Kolkata bzw. Chittagong im Osten. In Pakistan führt die Straße über Peschawar, Rawalpindi und Lahore bis zum indisch-pakistanischen Grenzübergang Wagah. In Indien führt sie durch die Städte Amritsar, Ambala, Delhi, Agra, Kanpur, Prayagraj (bis 2018 Allahabad), Varanasi nach Kolkata (bis 2001 Calcutta). Der westliche Teil zwischen Delhi und Jalandhar trägt seit dem Jahr 2010 die Bezeichnung National Highway 44 (NH-44); das letzte Teilstück zwischen Jalandhar und Amritsar trägt dagegen die Bezeichnung National Highway 3 (NH-3). In Bangladesch verläuft sie über Chittagong und endet in Teknaf im Distrikt Cox’s Bazar an der Grenze zu Myanmar.
Der afghanische Teil zwischen Dschalalabad und Kabul gehört im engeren Sinn nicht zur GTR, er wird jedoch häufig einbezogen.

## Geschichte
Bereits zur Zeit des alten Maurya-Reichs (320–185 v. Chr.) wurde ein Teil der noch nicht befestigten Straße unter anderem von den baktrischen Griechen verwendet. Im 16. Jahrhundert wurde die Straße vom Sultan Sher Shah Suri ausgebaut, um eine Verbindung zwischen Agra, seiner Residenzstadt, und Sasaram, seiner Heimatstadt, zu schaffen. Sie wurde Sarak-i-Azam („Königliche Straße“) genannt und bildete den Grundstock der heutigen Grand Trunk Road. Im Laufe der Zeit gewann die Straße eine große Bedeutung als überregionale Handelsstraße. Nach ihrer Fertigstellung war die Straße von zahlreichen Meilentürmen (Kos-Minars), Karawansereien und Ziehbrunnen gesäumt; darüber hinaus wurden Bäume als Schattenspender entlang der Straße gepflanzt. Sie diente fortan auch zur Verbesserung der Verkehrsinfrastruktur und der Verlegung von militärischen Einheiten. Nur wenige Jahre später wurde die Straße westlich bis nach Multan und östlich nach Sonargaon in Bengalen (heute Bangladesch) verlängert. Nach dem Tod Sher Shahs im Jahre 1545 wurde die Straße nach Westen erweitert, und zwar über den Chaiber-Pass im Hindukusch nach Kabul im heutigen Afghanistan.
Unter der britischen Herrschaft – damals umbenannt in Long Walk – wurde die Straße abermals, dann bis nach Kolkata und Peschawar ausgebaut.
Während der Teilung Indiens und Pakistans am Ende der Kolonialherrschaft im Jahr 1947 war die Grand Trunk Road der Schauplatz mit den schlimmsten Flüchtlingsverhängnissen der modernen Geschichte, als die Hindus aus dem neu entstandenen Pakistan ins heutige Indien und viele Muslime in die entgegengesetzte Richtung flohen.

## Sehenswürdigkeiten
Mehrere Orte entlang der GTR gehören zu den UNESCO-Welterbestätten: Taxila, Lahore, Delhi, Agra, Varanasi, Bodhgaya, Bagerhat. Aber auch andere Orte wie Kurukshetra, Panipat, Mathura, Prayagraj oder Kolkata sind von großer historischer und/oder kulturgeschichtlicher Bedeutung.

## Sonstiges
Rudyard Kiplings Roman Kim spielt in großen Teilen auf und entlang der Grand Trunk Road.